# Chelymorpha
Chelymorpha là một chi bọ cánh cứng trong họ Chrysomelidae.
Chi này được Chevrolat in Dejean miêu tả khoa học năm 1837.

## Các loài
71 trong chi này gồm:
- Chelymorpha aculeata Borowiec, 2000 i c g
- Chelymorpha adnata (Boheman, 1854) i c g
- Chelymorpha adspersula Boheman, 1862 i c g
- Chelymorpha advena Boheman, 1856 i c g
- Chelymorpha alternans Boheman, 1854 i c g
- Chelymorpha andicola Spaeth, 1928 i c g
- Chelymorpha areata (Erichson, 1847) i c g
- Chelymorpha atomaria Boheman, 1854 i c g
- Chelymorpha atrocincta Spaeth, 1926 i c g
- Chelymorpha binotata (Fabricius, 1792) i c g
- Chelymorpha bituberculata (Fabricius, 1787) i c g
- Chelymorpha bivulnerata Spaeth, 1909 i c g
- Chelymorpha boliviana Boheman, 1854 i c g
- Chelymorpha bullata Boheman, 1854 i c g
- Chelymorpha calva Boheman, 1854 i c g
- Chelymorpha cassidea (Fabricius, 1775) i c g b (Argus tortoise beetle)
- Chelymorpha cavata Boheman, 1854 i c g
- Chelymorpha cingulata Boheman, 1854 i c g
- Chelymorpha circumpunctata (Klug, 1829) i c g
- Chelymorpha clathrata Spaeth, 1909 i c g
- Chelymorpha clivosa Boheman, 1854 i c g
- Chelymorpha cobaltina Boheman, 1854 i c g
- Chelymorpha comata Boheman, 1854 i c g
- Chelymorpha commutabilis Boheman, 1854 i c g
- Chelymorpha constellata (Klug, 1829) i c g
- Chelymorpha costaricensis (Spaeth, 1922) i c g
- Chelymorpha cribraria (Fabricius, 1775) i c g b
- Chelymorpha gressoria Boheman, 1862 i c g
- Chelymorpha haematura Boheman, 1854 i c g
- Chelymorpha hoepfneri Boheman, 1854 i c g
- Chelymorpha indigesta Boheman, 1854 i c g
- Chelymorpha infecta Boheman, 1854 i c g
- Chelymorpha infirma Boheman, 1854 i c g
- Chelymorpha inflata Boheman, 1854 i c g
- Chelymorpha insignis (Klug, 1829) i c g
- Chelymorpha klugii Boheman, 1854 i c g
- Chelymorpha limbatipennis Spaeth, 1926 i c g
- Chelymorpha marginata (Linnaeus, 1758) i c g
- Chelymorpha militaris Boheman, 1862 i c g
- Chelymorpha multipicta Boheman, 1862 i c g
- Chelymorpha multipunctata Olivier, 1790 g
- Chelymorpha nigricollis Boheman, 1854 i c g
- Chelymorpha orthogonia Boheman, 1854 i c g
- Chelymorpha pacifica Boheman, 1854 i c g
- Chelymorpha partita Boheman, 1854 i c g
- Chelymorpha peregrina Boheman, 1854 i c g
- Chelymorpha personata Boheman, 1854 i c g
- Chelymorpha peruana Spaeth, 1902 i c g
- Chelymorpha phytophagica Crotch, 1873 i c g b
- Chelymorpha polyspilota Burmeister, 1870 i c g
- Chelymorpha praetextata Boheman, 1854 i c g
- Chelymorpha pubescens Boheman, 1854 i c g
- Chelymorpha punctatissima Spaeth, 1937 i c g
- Chelymorpha punctigera Boheman, 1854 i c g
- Chelymorpha reimoseri Spaeth, 1928 i c g
- Chelymorpha rosarioensis Buzzi, 2000 i c g
- Chelymorpha rufoguttata Spaeth, 1909 i c g
- Chelymorpha rugicollis Champion, 1893 i c g
- Chelymorpha sericea Boheman, 1862 i c g
- Chelymorpha socia Boheman, 1854 i c g
- Chelymorpha sturmii Boheman, 1854 i c g
- Chelymorpha stygia Boheman, 1862 i c g
- Chelymorpha subpunctata Boheman, 1854 i c g
- Chelymorpha tessellata Spaeth, 1928 i c g
- Chelymorpha texta Boheman, 1862 i c g
- Chelymorpha trinitatis Spaeth, 1926 i c g
- Chelymorpha varians (Blanchard, 1851) i c g
- Chelymorpha variolosa (Olivier, 1790) i c g
- Chelymorpha vermiculata Boheman, 1854 i c g
- Chelymorpha vittifera (Spaeth, 1932) i c g
- Chelymorpha wollastoni Boheman, 1854 i c g

Data sources: i = ITIS, c = Catalogue of Life, g = GBIF, b = Bugguide.net